# Uadi Barhut
Barhut o Barahut és un uadi de l'Hadramaut (Iemen) a l'est de Tarim. Corre des del sud i desaigua al uadi al-Masila que és la secció inferior del uadi Hadramaut; a la desembocadura s'hi troba Kabr Hud o tomba del profeta Hud, la tomba més venerada de l'Aràbia del Sud, on es fa una peregrinació anual el mes de xaban.
És famós també per la cova anomenada Bir Barhut (de vegades esmentada també erròniament com a pou) que hi ha a una de les seves vessants i que la tradició musulmana descriu com el pou o cova més dolent de la terra, habitat per les animes dels infidels. La cova fou explorada per D. Van der Meulen i H. Von Wissmann (1931) que la van descriure com una gruta calcària normal; el mal olor que s'hi nota, inofensiu, no és sulfur sinó derivat de la pols de la disgregació de les roques i dels ratpenats; fora de la llegenda no té cap interès.